# Gąska dachówkowata

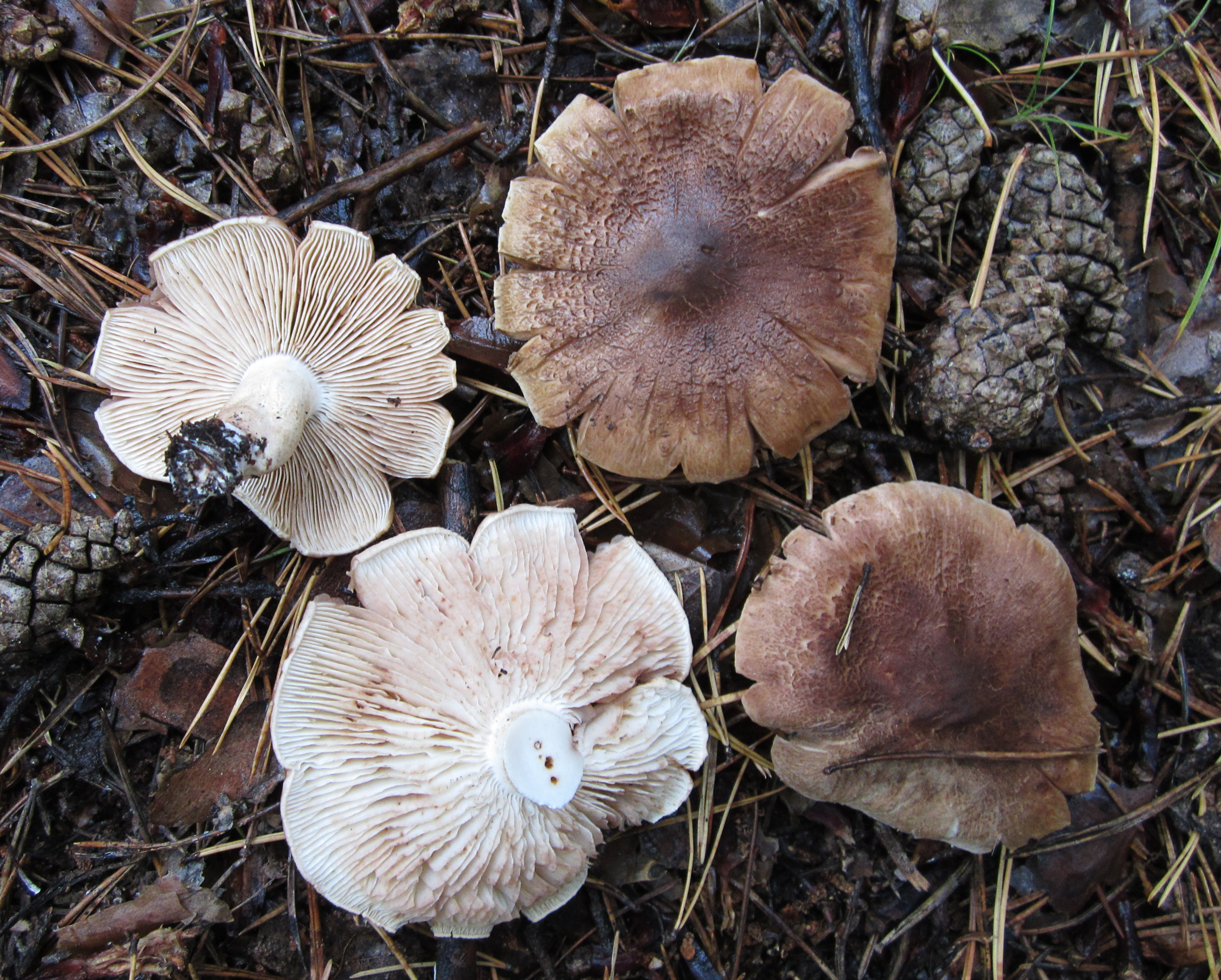

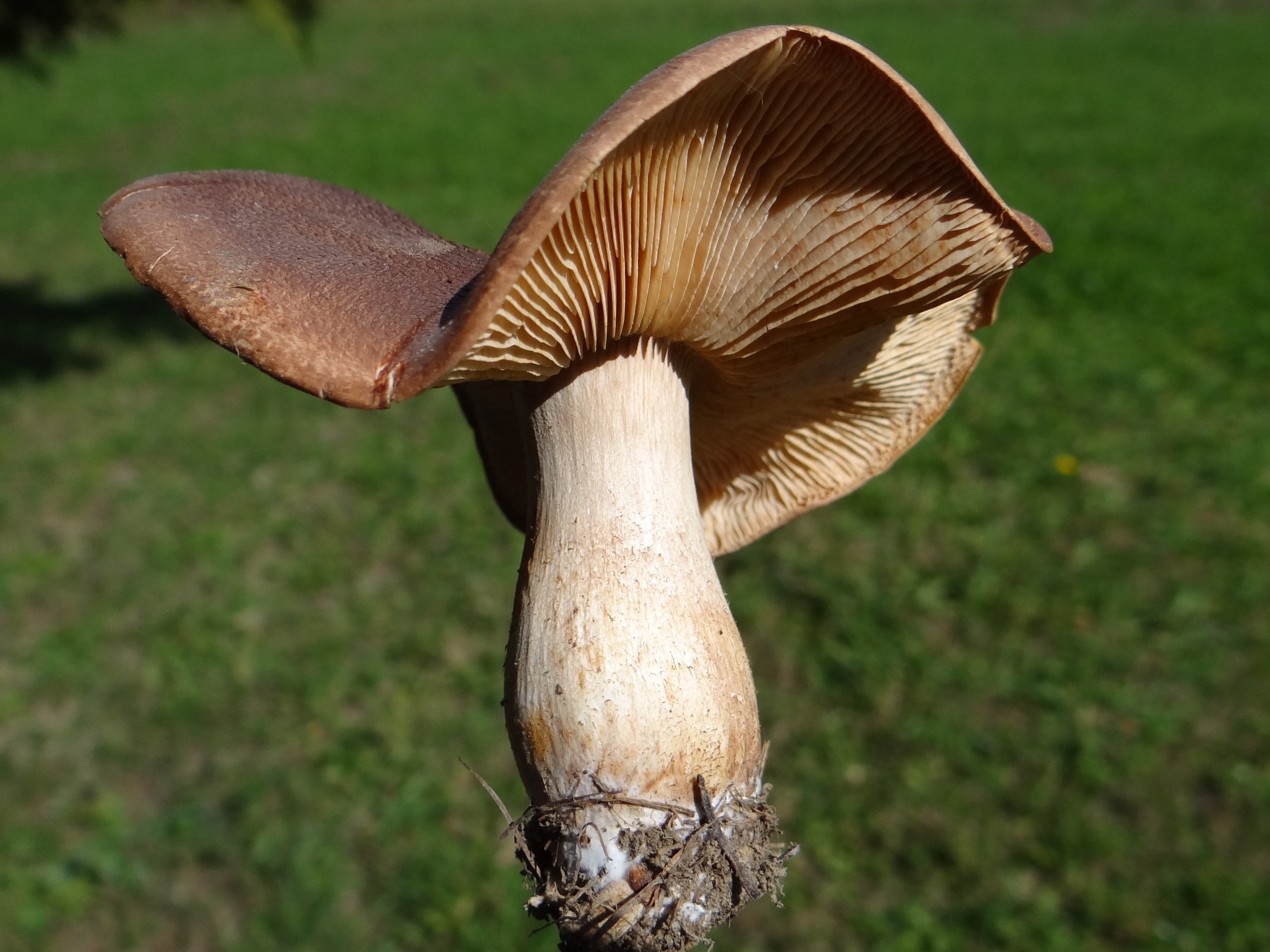

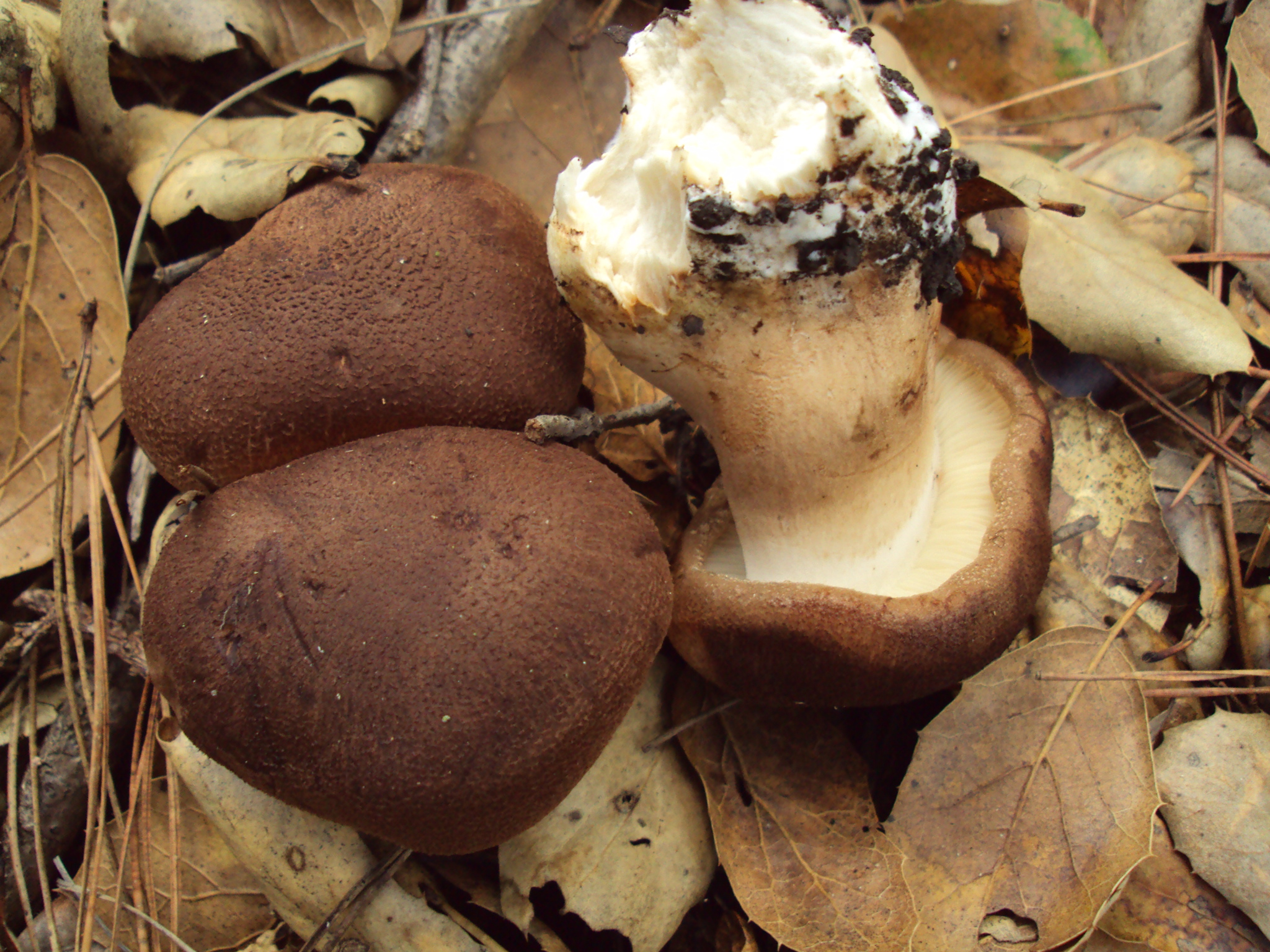

Gąska dachówkowata (Tricholoma imbricatum (Fr.) P.Kumm.) – gatunek grzybów należący do rodziny gąskowatych (Tricholomataceae).

## Systematyka i nazewnictwo
Pozycja w klasyfikacji: Tricholoma, Tricholomataceae, Agaricales, Agaricomycetidae, Agaricomycetes, Agaricomycotina, Basidiomycota, Fungi (według Index Fungorum).
Po raz pierwszy takson ten zdiagnozował w 1815 r. Elias Fries nadając mu nazwę Agaricus imbricatus. Obecną, uznaną przez Index Fungorum nazwę nadał mu w 1871 r. Paul Kummer, przenosząc go do rodzaju Tricholoma. Niektóre synonimy łacińskie:

- Agaricus imbricatus Fr. 1815
- Agaricus vaccinus subsp. imbricatus (Fr.) Pers. 1828
- Cortinellus imbricatus (Fr.) Raithelh. 1970
- Gyrophila imbricata (Fr.) Quél. 1886
- Tricholoma fusipes Kosina 1987
- Tricholoma imbricatum var. fusipes Bon 1990
- Tricholoma subfusipes Kozina & Bon, in Kozina 1989

Nazwę polską podali Barbara Gumińska i Władysław Wojewoda w 1968 r. 

## Morfologia
Kapelusz
Średnicy 3–8(10) cm, młody prawie dzwonkowaty, z podwiniętym brzegiem, później lekko spłaszczony do całkowicie płaskiego, najpierw gładko-włóknisty, potem na całej powierzchni, z wyjątkiem szczytu łuskowaty, czerwonobrązowy do brązowego, rzadko także z oliwkowożółtym podkładem. Skórka sucha, pękająca na drobniutkie łuseczki.
Blaszki
Gęste, przy trzonie zaokrąglone lub wykrojone ząbkiem, początkowo brudnobiałe, później czerwono-brązowawo poplamione. Po uszkodzeniu zmieniają barwę na brunatną.
Trzon
Długości 6–15 cm i grubości 1–1,5 cm, cylindryczny, początkowo pełny, później pusty. Na szczycie biały, poza tym bladobrązowy z drobnymi kosmkami. Podstawa trzonu zwężona lub korzeniasta. Strefa pierścieniowa  niewidoczna. 
Miąższ
Biały, przy podstawie trzonu rdzawo-brązowawy. Jest bez zapachu, lub ma słaby zapach grzybowo-ziołowy. Smak łagodny lub gorzkawy.
Wysyp zarodników
Biały. Zarodniki, krótko elipsoidalne, gładkie, bezbarwne, o średnicy 5–5,5 × 3,5–4 µm.

## Występowanie i siedlisko
Najliczniejsze stanowiska tego gatunku opisano w Ameryce Północnej i Europie, ale występuje także w Japonii, Australii i Kostaryce w Ameryce Środkowej. W Polsce jest dość rzadki.
Rośnie od września do grudnia w lasach iglastych, przede wszystkim pod sosnami, rzadziej pod świerkami. Czasami rośnie w dużych grupach i tworzy czarcie kręgi. Lubi gleby piaszczyste. Jest odporny na gnicie – jego owocniki mogą utrzymywać się w lesie nawet przez kilka tygodni

## Znaczenie
Grzyb mikoryzowy. Przez niektórych autorów uważany jest za grzyb jadalny: jakkolwiek mięsisty, nie jest jednak zbyt smaczny. Jadalny jest tylko gdy ma łagodny smak, część owocników jednak jest gorzka. Ponadto może być pomylony z trującym krowiakiem podwiniętym. W Polsce na ogół gąska dachówkowata nie jest zbierana do celów spożywczych.

## Gatunki podobne
W Polsce rośnie wiele podobnych gatunków gąsek. Istotne przy ich oznaczaniu są takie cechy morfologiczne, jak: faktura powierzchni kapelusza, jego lepkość, smak i zapach miąższu, oraz drzewa, pod którymi rosną. Gąskę dachówkowatą można pomylić z trującą gąską białobrązową (Tricholoma albobrunneum). Podobne są również niejadalne: gąska żółtobrunatna (Tricholoma fulvum), gąska krowia (Tricholoma vaccinum) oraz gąska modrzewiowa (Tricholoma psammopus).